# Homeòstasi energètica
En biologia, homeòstasi energètica, o el control homeostàtic del balanç energètic, és un procés biològic que implica la regulació homeostàtica coordinada de la ingesta d'aliments (entrada d'energia) i la despesa energètica (sortida d'energia). El cervell humà, especialment l'hipotàlem, té un paper central en la regulació de l'homeòstasi energètica i en la generació de la sensació de gana mitjançant la integració d'una sèrie de senyals bioquímics que transmeten informació sobre l'equilibri energètic. El 50% de l'energia del metabolisme de la glucosa es converteix immediatament en calor.
L'homeòstasi energètica és un aspecte important de la bioenergètica.

## Definició
L'energia biològica s'expressa utilitzant la unitat d'energia o Caloria amb una C majúscula (és a dir, una kilocaloria), que equival a l'energia necessària per augmentar la temperatura d'1 quilogram d'aigua en 1 °C (uns 4,18 kJ).
El balanç energètic, mitjançant reaccions biosintètiques, es pot mesurar amb la següent equació:
Ingesta d'energia (a partir d'aliments i líquids) - Energia gastada (a través del treball i la calor generada) + Canvi (positiu o negatiu) en l'energia emmagatzemada (greix corporal i glicogen)
La primera llei de la termodinàmica diu que l'energia no es pot crear ni destruir. Però l'energia es pot convertir d'una forma d'energia a una altra. Així, quan es consumeix una caloria d'energia alimentària, es produeix un dels tres efectes particulars dins del cos: una part d'aquesta caloria es pot emmagatzemar com a greix corporal, triglicèrids o glicogen, ser transferida a les cèl·lules i convertida en energia química en forma d'adenosina trifosfat (ATP – un coenzim) o compostos relacionats, o dissipada en forma de calor.